# Вэйдун
Вэйду́н (кит. упр. 卫东, пиньинь Wèidōng) — район городского подчинения городского округа Пиндиншань провинции Хэнань (КНР).

## История
В марте 1957 года решением Госсовета КНР был создан город Пиндиншань. В 1969 году в его составе был создан район Вэйдун. В 1970 году район Синьхуа был объединён с районом Вэйдун в Центральный район (中心区), но в 1977 году он вновь был разделён на районы Синьхуа и Вэйдун.

## Административное деление
Район делится на 12 уличных комитетов.